# 邵廣昭
邵廣昭（1951年5月17日—），台灣魚類學家，基隆市人，現在中央研究院生物多樣性研究中心執行長。

## 生平
於1951年生於基隆市，原籍江蘇無錫。1972年獲得國立臺灣大學動物學系（該系大學部已併入生命科學系，研究所部分分拆為獨立的動物學研究所）漁業生物組學士，之後進入國立臺灣大學海洋研究所海洋生物及漁業組跟隨張崑雄進行海洋潛水研究，1976年獲得碩士。再前往美國石溪大學生態與演化學系就讀，於1983年獲得博士學位。獲得博士學位後返回台灣，進入中央研究院動物學研究所（今中央研究院細胞與個體生物學研究所）任職。並曾經擔任該研究所副所長、所長、國立臺灣海洋大學海洋生物研究所所長等職務。現擔任中央研究院生物多樣性研究中心執行長。

## 研究
邵廣昭的研究主要是台灣魚類多樣性的研究，著重於生物系統分類學、海洋生態學、魚類分類學、魚類生態學、演化生物學方面。並且是台灣魚類資料庫計畫主持人。

## 著作
- 《藍色運動：尋回台灣的海洋生物》，邵廣昭，聯經，2000年12月13日，ISBN 9789570821628
- 《魚類入門》，邵廣昭，陳麗淑，黃崑謀，賴百賢，遠流，2004年4月1日，ISBN 9789573251767
- 《魚類圖鑑：台灣七百多種常見魚類圖鑑》，邵廣昭、陳靜怡，遠流，2005年11月20日，ISBN 9789573251064
- 《台灣海龍宮-探訪千奇百怪的海洋生物》，邵廣昭、陳麗淑，遠流，2010年5月26日，ISBN 9789573266075
- 《臺灣淡水魚類紅皮書》，陳義雄、曾晴賢、邵廣昭，行政院農業委員會林務局，2012年7月，ISBN 9789860330748

另有數百篇中英文期刊論文。

## 爭議
於任職中研院生物多樣性研究中心執行長期間，為替其蔡姓助理加薪，找蔡母當人頭，向中研院謊報聘僱蔡母擔任研究室臨時工，每月向中研院詐領約七千餘元薪資，補貼給蔡男當加班費。三人皆遭檢察官依偽造文書罪起訴。

## 獎項與榮譽
- 1991年第二十九屆中華民國十大傑出青年[5]
- 2005年侯金堆傑出研究獎[6]

## 外部連結
- 邵廣昭在中央研究院生物多樣性研究中心網頁
- 中央研究院生物多樣性研究中心魚類生態與進化研究室網頁（页面存档备份，存于）